# Nilton
Nilton Rodrigo Farinha Rodrigues (Nova Lisboa, agora Huambo, 4 de Junho de 1972) é um humorista e escritor português, que apresentou o programa 5 Para a Meia-Noite, na RTP1.

## Carreira
Nilton Rodrigues nasceu em Nova Lisboa, na que era então a Província Ultramarina de Angola, agora República de Angola. A sua mãe chama-se Persea. Em 4 de Junho de 1976, aos quatro anos, veio para Portugal e fixou-se em Proença-a-Nova, onde passou a infância e adolescência.
Nilton começou as suas actuações ao vivo em 1997, em bares e salas de espectáculo. O seu espectáculo esteve três meses no Teatro A Barraca, em Lisboa. Durante esses espectáculos, foi visto por Raul Solnado e Júlio César, o que lhe valeu um convite para uma temporada de três meses no Casino Estoril. De entre os vários trabalhos que já fez destacam-se, também, Levanta-te e Ri e K7 Pirata (da SIC) e As Teorias do Nilton (da Rádio Comercial, que deu origem ao livro com o mesmo nome). Desde 2006 assina uma crónica mensal na revista masculina FHM.
Em 2012, Nilton começou a fazer um programa de rádio para a RFM chamado "Há pessoas que dizem subrecelente" e " Pastilhas para a tosse ".

## Vida pessoal
É casado com Maria Valente desde 12 de julho de 2018.
A 28 de outubro de 2010 (14 anos) nasceu o seu primeiro filho, Noah.
Em dezembro de 2014 nasceu o seu segundo filho.

## Obras
- Paga o Que Deves!. Livros d'Hoje. Alfragide: 2010 ISBN 978-972-20-4407-3
- Eu Amo Você. Livros d'Hoje. Alfragide: 2009 ISBN 978-972-20-3943-7
- O Pai Natal Não Existe. Texto Editores. Lisboa: 2006 ISBN 978-972-47-3245-9
- As Teorias do Nilton. Texto Editores. Lisboa: 2004 ISBN 972-47-2623-1